# Seznam dílů seriálu Ostrov smrti
Toto je seznam dílů seriálu Ostrov smrti.

## Přehled řad
| Řada | Díly | Premiéra v USA | Premiéra v USA    | Premiéra v ČR  | Premiéra v ČR |
| Řada | Díly | První díl      | Poslední díl      | První díl      | Poslední díl  |
| ---- | ---- | -------------- | ----------------- | -------------- | ------------- |
| 1    | 13   | 9. dubna 2009  | 11. července 2009 | 13. ledna 2010 | 7. dubna 2010 |

## Seznam dílů
| Č. v seriálu | Původní název         | Český název       | Režie               | Scénář                         | Premiéra v USA    | Premiéra v ČR   |
| ------------ | --------------------- | ----------------- | ------------------- | ------------------------------ | ----------------- | --------------- |
| 1            | Whap                  | Past              | Jon Turteltaub      | Ari Schlossberg                | 9. dubna 2009     | 13. ledna 2010  |
| 2            | Crackle               | První den         | Sanford Bookstaver  | Jeffrey Bell                   | 9. dubna 2009     | 20. ledna 2010  |
| 3            | Ka-Blam               | Pomsta            | Steve Boyum         | Jill E. Blotevogel             | 23. dubna 2009    | 27. ledna 2010  |
| 4            | Bang                  | Výstřel           | Guy Bee             | Lindsay Sturman                | 2. května 2009    | 3. února 2010   |
| 5            | Thwack                | Svatební zkouška  | Steve Gomer         | Tyler Bensinger                | 9. května 2009    | 10. února 2010  |
| 6            | Sploosh               | Vražda v kostele  | James Whitmore, Jr. | Robert Levine                  | 23. května 2009   | 17. února 2010  |
| 7            | Thrack, Splat, Sizzle | Vražda v kotelně  | Scott Peters        | Jeffrey Bell                   | 30. května 2009   | 24. února 2010  |
| 8            | Gurgle                | Smrtelné chropění | Rick Bota           | Tyler Bensinger                | 6. června 2009    | 3. března 2010  |
| 9            | Seep                  | Chodby            | Craig R. Baxley     | Nichelle Tramble Spellman      | 13. června 2009   | 10. března 2010 |
| 10           | Snap                  | Oběšení           | Steve Boyum         | Christine Roum                 | 20. června 2009   | 17. března 2010 |
| 11           | Splash                | Láska až za hrob  | Rick Bota           | Dan Shotz                      | 27. června 2009   | 24. března 2010 |
| 12           | Gasp                  | Komplic           | Seith Mann          | Christine Roum a Robert Levine | 11. července 2009 | 31. března 2010 |
| 13           | Sigh                  | Poslední vzdech   | Sanford Bookstaver  | Jeffrey Bell                   | 11. července 2009 | 7. dubna 2010   |